# Рёттинген
Рёттинген (нем. Röttingen) — город и городская община в Германии, в земле Бавария. 
Подчинён административному округу Нижняя Франкония. Входит в состав района Вюрцбург.  Население составляет 1657 человек (на 31 декабря 2010 года). Занимает площадь 27,19 км². Официальный код  —  09 6 79 182.
Городская община подразделяется на 3 городских района.

## Население
По оценке на 31 декабря 2015 года население общины Рёттинген составляет 1705 чел. 

| Дата      | 1840 | 1871 | 1900 | 1925 | 1939 | 1950 | 1961 | 1970 | 1987 | 2011 |
| --------- | ---- | ---- | ---- | ---- | ---- | ---- | ---- | ---- | ---- | ---- |
| Население | 1865 | 1727 | 1690 | 1653 | 1678 | 2397 | 2024 | 1988 | 1733 | 1723 |

| Год       | 1960 | 1970 | 1980 | 1990 | 2000 | 2009 | 2010 | 2011 | 2012 | 2013 | 2014 | 2015 |
| --------- | ---- | ---- | ---- | ---- | ---- | ---- | ---- | ---- | ---- | ---- | ---- | ---- |
| Население | 1993 | 1988 | 1724 | 1757 | 1754 | 1650 | 1657 | 1700 | 1706 | 1711 | 1687 | 1705 |